# 蓬泰诺萨
蓬泰诺萨（義大利語：Ponte Nossa），是意大利贝加莫省的一个市镇。总面积5平方公里，人口1930人，人口密度386.0人/平方公里（2009年）。国家统计（ISTAT）代码为016168。